# Suillus cavipes
Suillus cavipes (Opat.) A. H. Smith & Thiers (1964), è una specie di fungo appartenente alla famiglia Suillaceae. Edule, lo si trova sia nel Nord America che in Europa. Predilige le zone montagnose nei boschi di  larici.